# Корветы типа «Ада»
Ada — тип корветов, часть проекта MILGEM, разработанного в первую очередь для ВМФ Турции. Турецкий военно-морской флот уже ввел в эксплуатацию все четыре корвета класса Ада, и в ближайшее время планируется ввести в строй еще несколько.

## Разработка
Целью проекта «Ада» является создание современного литорального боевого корабля, обладающего возможностями противолодочных операций и патрулирования в открытом море, с широким использованием в своей конструкции принципов стелс-технологий.
В соответствии с моделью приобретения кораблей типа Ada, подсекретариат по оборонной промышленности Турции (SSM) подписал контракты на исследования и разработки для двух опытных кораблей, которые считаются испытательными платформами. Ожидалось, что это открытый проект, 1-й и 2-й корабли этого класса будут немного отличаться с точки зрения конструкции судна и конфигурации системы. Последующие суда, которые планируется построить на частных верфях, будут иметь более оптимизированный дизайн и конфигурацию.
В сентябре 2013 года тогдашний премьер-министр Эрдоган объявил, что тип Ада должен быть временно приостановлен после завершения строительства первых двух корветов Стамбульским военно-морским судостроительным заводом, и что предложение RMK Marine построить еще шесть корветов было отменен. Об этом сообщили, потому что другие судостроители жаловались на процесс торгов. Он добавил, что состоится новый процесс торгов.
Первые четыре корабля этого типа TCG «Хейбелиада», TCG «Бююкада», TCG «Бургазада» и TCG «Киналиада» были построены военно-морской верфью Стамбула. Строительные работы первого корвета типа Ада Heybeliada начались 26 июля 2005 года. TCG «Хейбелиада» был спущен на воду 27 сентября 2008 года, на церемонии присутствовал Реджеп Эрдоган, премьер-министр Турции. 2 ноября 2010 года «Хейбелиада» начала проходить морские приемочные испытания, прежде чем была официально введена в эксплуатацию. «Хейбелиада» поступил на военную службу 27 сентября 2011 года. Стоимость «Хейбелиада» составила около 260 миллионов долларов США.
Строительство второго корабля TCG «Бююкада», началось 27 сентября 2008 года. Ожидалось, что «Бююкада» будет оснащён передовыми системами вооружения, такие как радар воздушного поиска ASELSAN. «Бююкада» был спущен на воду 27 сентября 2011 года и прошёл морские приемочные испытания, прежде чем был официально введён в строй 27 сентября 2013 года. Строительство TCG «Бургазада» началась 17 декабря 2014 года. Корабль был спущен на воду в июне 2016 года и введен в эксплуатацию 4 ноября 2018 года. 29 сентября 2019 года командование военно-морских сил Турции (TNFC) получило свой четвертый и последний противолодочный корвет типа «Ада» TCG «Киналиада» (F 514) на церемонии ввода в эксплуатацию на Стамбульской военно-морской верфи.
4 ноября 2019 года президентство оборонной промышленности Турции (SSB) объявило о том, что TCG Kinaliada успешно провел испытания противокорабельной крылатой ракеты Atmaca (ASCM). Эта ракета заменит ракету «Гарпун» (ASM) к 2022 году.

## Конструкция
Корабли приводятся в движение двигательной установкой RENK CODAG Cross-Connect. Он состоит из газовой турбины мощностью 31 000 л. с. и двух дизельных двигателей мощностью по 5790 л. с. Каждый дизельный двигатель приводит в движение один винт с регулируемым шагом через двухскоростной главный редуктор. Механизм с поперечным соединением распределяет мощность от газовой турбины через оба главных редуктора к двум валам. Судно может работать в дизельном режиме, в режиме одиночной газовой турбины или в режиме CODAG. В режиме CODAG дизельные и газотурбинные двигатели обеспечивают комбинированную мощность 38 800 л. с.
Концепция конструкции и боевого применения корвета типа Ада имеет сходство с литоральными кораблями типа Freedom разработанными фирмой Локхид Мартин как боевой корабль ВМС США следующего поколения. Корветы типа Ада имеют более мощное вооружение и оснащены более мощными радарными и сонарными системами. Freedom-класс имеет более высокую скорость и модульную конструкцию.
GENESIS (Gemi Entegre Savaş İdare Sistemi, Интегрированная корабельная боевая система управления), сетевая система управления боем, разработанная Havelsan и изначально использовавшаяся в модернизированных фрегатах типа G ВМФ Турции, были закуплены для первых двух корветов типа Ада 23 мая 2007 года. Военные корабли проекта MİLGEM имеют внутрикорпусный гидролокатор, разработанный Фондом научных и технологических исследований Турции. Гидролокатор был разработан и изготовлен субподрядчиком STM ONUK-BG Defense Systems, в нём широко используется нано-улучшенный волоконный армированный полимер. В кораблях типа Ada используется интегрированная навигационная система с точными электронными картами (ECPINS), поставляемая компанией OSI Geospatial. Интегрированная система управления платформой (IPMS), поставляемая субподрядчиком STM Yaltes JV, контролирует оборудование, вспомогательные системы, производство и распределение электроэнергии. Основные системы, интегрированные в IPMS, включают в себя систему управления питанием, систему обнаружения пожара, пожаротушения, систему контроля повреждений, систему видеонаблюдения и систему контроля остойчивости.

## Именование
Ада означает остров на турецком языке, поскольку каждому кораблю этого класса присваивается название турецкого острова. Для первых четырех корветов выбраны названия Принцевых островов в Мраморном море к юго-востоку от Стамбула. Головной корабль, TCG «Хейбелиада», назван в честь острова Хейбелиада, где расположена турецкая военно-морская средняя школа.

## Состав серии
Турция-ВМС Турции
| Вымпел № | Название   | Назван в честь | Строитель                     | Заложен    | Спущен     | В строю    | Статус               |
| -------- | ---------- | -------------- | ----------------------------- | ---------- | ---------- | ---------- | -------------------- |
| F-511    | Heybeliada | о. Хейбелиада  | Военно-морская верфь, Стамбул | 26.07.2005 | 27.09.2008 | 27.09.2011 | В строю (ВМС Турции) |
| F-512    | Büyükada   | о. Бююкада     | Военно-морская верфь, Стамбул | 27.09.2008 | 27.09.2011 | 27.01.2013 | В строю              |
| F-513    | Burgazada  | о. Бургаз      | Военно-морская верфь, Стамбул | 17.12.2014 | 21.06.2016 | 04.11.2018 | В строю              |
| F-514    | Kınalıada  | о. Кыналыада   | Военно-морская верфь, Стамбул | 08.10.2015 | 03.07.2017 | 29.09.2019 | В строю              |
| A-591    | Ufuk       |                | Военно-морская верфь, Стамбул | 9.02.2017  | 9.02.2019  | 14.01.2022 | В строю              |

Пакистан-ВМС Пакистана
| Вымпел № | Название | Назван в честь | Строитель | Заложен | Спущен | В строю | Статус                  |
| -------- | -------- | -------------- | --------- | ------- | ------ | ------- | ----------------------- |
| F280     | Babur    |                |           |         |        |         | В строю (ВМС Пакистана) |
| F282     | Khyber   |                |           |         |        |         | Спущен на воду          |
| F281     | Badr     |                |           |         |        |         | Спущен на воду          |
| F283     | Tariq    |                |           |         |        |         | Спущен на воду          |

Украина-ВМС Украины
| Вымпел № | Название                | Назван в честь | Строитель                     | Заложен    | Спущен     | В строю | Статус                     |
| -------- | ----------------------- | -------------- | ----------------------------- | ---------- | ---------- | ------- | -------------------------- |
| F-211    | Гетьман Іван Мазепа     | Иван Мазепа    | Военно-морская верфь, Стамбул | 07.09.2021 | 02.10.2022 |         | Проходит ходовые испытания |
| F-212    | Гетьман Іван Виговський | Иван Выговский | Военно-морская верфь, Стамбул | 18.08.2023 | 02.08.2024 |         | Спущен на воду             |

## Экспорт
5 июля 2018 года Пакистан объявил, что турецкая фирма выиграла тендер на строительство четырех корветов MILGEM для ВМС Пакистана. Министр обороны Турции Нуреттин Чаникли охарактеризовал сделку как «крупнейший оборонный договор Турции». К сентябрю 2018 года появилось несколько подробностей о том, что корветы для ВМС Пакистана будут иметь двигательную установку CODAD вместо CODAG, что увеличит автономность с 10 до 15 дней. Первый корабль планируется построить через 54 месяца, а остальные — через 60, 66 и 72 месяца соответственно. Во время IDEAS 2018 представители ВМС Пакистана заявили, что в соответствии с соглашением четвертый корабль будет полностью спроектирован и построен в Пакистане и станет первым фрегатом класса «Джинна». Это говорит о том, что четвертый корабль начнёт новую линию фрегатов. Во время церемонии ввода в строй TCG Kınalıada, на которой присутствовал президент Турции Реджеп Тайип Эрдоган, 29 сентября 2019 года там также прошла церемония резки стали для первого корабля MILGEM для военно-морского флота Пакистана.
Украина
В 2020 Украина и Турция заключила контракт на покупку корветов. Точное количество и сроки выполнения не известны. Известно только то, что часть строительства будет выполнять украинское предприятие «Океан».
В июле 2021 года сообщалось о закладке первого корпуса в Турции для Украины, к декабрю готовность первого корвета достигла 75%. 

## Галерея
- Корвет F-511 Heybeliada
- Корвет F-513 Burgazada
- Корвет F-513 Burgazada во время визита в Новороссийск
- Станция обнаружения надводных целей (Smart-S Mk-2)
- 76-мм пушка «OTO melara SR»
- Корвет F-514 Kınalıada